# Ryder Cup

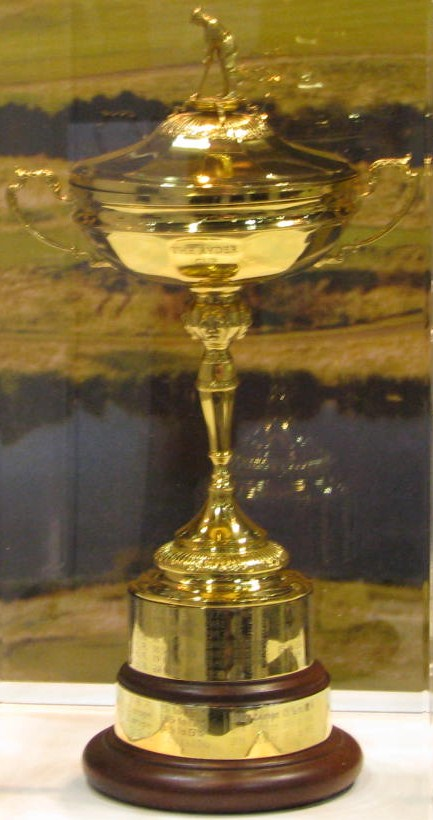
A Ryder Cup em 2008

A Ryder Cup é uma competição bienal de golfe por equipes entre Europa e Estados Unidos. 
Iniciada em 1926 quando equipes americana e britânica competiram no East Course do Wentworth Club  Virginia Water, Surrey, Reino Unido. 
Após mais de 45 anos de domínio americano (os britânicos venceram o torneio uma vez entre 1935 e 1973), a equipe britânica adotou em 1973 golfistas da Irlanda, e do restante da Europa, a partir de 1979. Desta forma, o torneio, que é administrado conjuntamente pela Circuito Europeu de Golfe e Professional Golfers' Association of America, tornou-se mais competitivo.
O local é alternado a cada edição entre Estados Unidos e Europa. Excetuando a edição de 1997 na Espanha e 2006 na Irlanda, todos os torneios na Europa foram realizados no Reino Unido. O troféu, de mesmo nome, tem origem Samuel Ryder, quem o doou.